# Parafia Podwyższenia Krzyża Świętego w Górznie
Parafia Podwyższenia Krzyża Świętego w Górznie – parafia rzymskokatolicka w diecezji toruńskiej, w dekanacie górzniańskim, z siedzibą w Górznie.

## Historia
Parafia powstała 1 maja 1325 roku z fundacji biskupa płockiego Floriana. Od początku istnienia do 1830 parafię prowadzili Kanonicy Regularni Grobu Bożego w Jerozolimie.  Od połowy XVII wieku znany kult Matki Bożej Szkaplerznej (z Góry Karmel), od 1728 Bractwo Szkaplerza Świętego, od poł. XVIII w. ołtarze boczne Matki Bożej Szkaplerznej i świętej Anny. Parafia administracyjnie należała do diecezji płockiej (1325–1821), diecezji chełmińskiej (1821–1992), diecezji toruńskiej (od 1992).

## Kościół parafialny
- Kościół parafialny wybudowany w 1765, wykończony do 1812.

## Miejscowości należące do parafii
- Buczkowo, Czarny Bryńsk, Diabelec, Fiałki, Miesiączkowo, Nowy Świat, Ostrowy Bryńsk, Ruda, Szlachecki Bryńsk, Traczyska, Zaborowo, Zdroje
- Górzno – ulice: Bożogrobców, Chopina, Cmentarna, Floriana, Freta, Gajowa, Gołuńskiego, Gdynia, Kościelna, Kościuszki, Leśna, 11 – Listopada, Matejki, Mickiewicza, Mirabelkowa, Moniuszki, Nowe Osiedle, Ogrodowa, Okrężna, Parkowa, Pocztowa, Podgórna, Polna, Reymonta, Rynek, Stodolna, Szkolna, Ks. Śmigockiego, 3 Maja, Targowa, Walasiewiczówny, Wczasowa, Wędkarska, Wisiałki, Witosa

## Grupy parafialne
Katolickie Stowarzyszenie Młodzieży, Zespół charytatywny Caritas, Żywy Różaniec (Bractwo Szkaplerza Świętego), Towarzystwo Przyjaciół Wyższego Seminarium Duchownego, Akcja Katolicka, Apostolstwo Duchowej Adopcji, Pomocnicy Maryi.